# Compsaraia
Compsaraia és un gènere de peixos pertanyent a la família dels apteronòtids.

## Distribució geogràfica
Es troba a Sud-amèrica: Compsaraia compsus a les conques dels rius Orinoco, Meta, Apure i Negro, i Compsaraia samueli a la conca occidental del riu Amazones al Perú i el Brasil (incloent-hi el riu Solimões i la conca inferior del riu Putumayo al Brasil).

## Taxonomia
- Compsaraia compsus (Mago-Leccia, 1994)[2]
- Compsaraia samueli (Albert & Crampton, 2009)[3][4]